# ГЕС Увада
ГЕС Увада (яп. 上田発電所, Увада хацуденшьо, Гепберн: Uwada hatsudensho) — гідроелектростанція в Японії на острові Хонсю. Знаходячись між ГЕС Хонна (вище по течії) та ГЕС Міяшіта, входить до складу каскаду на річці Тадамі, лівій притоці Агано, яка впадає до Японського моря у місті Ніїгата.
В межах проекту річку перекрили бетонною гравітаційною греблею висотою 34 метра та довжиною 284 метрів, яка потребувала 23 тис. м3 матеріалу. Вона утримує водосховище з площею поверхні 1,52 км2 та об'ємом 20,5 млн м3 (корисний об'єм 4,4 млн м3).
Через три напірні водоводи зі спадаючим діаметром від 7 до 5 метрів ресурс надходить  до пригреблевого машинного залу. Тут встановлено три турбіни типу Каплан загальною потужністю 72 МВт (номінальна потужність станції рахується як 63,9 МВт), які використовують напір у 26 метрів.